# John Biscoe
John Biscoe (ur. 1794 w Enfield w Middlesex w Anglii, zm. 1843 na morzu) – brytyjski kapitan i badacz Antarktydy.
Biscoe w 1812 roku zgłosił się na ochotnika do Royal Navy i uczestniczył w wojnie brytyjsko-amerykańskiej. Po wojnie podjął pracę w marynarce handlowej, pływając m.in. do Indii Wschodnich i Zachodnich.

## Wyprawa na Ocean Południowy
W 1830 firma wielorybnicza, należąca do rodziny Enderby, powierzyła mu dowództwo brygu Tula, wysyłając z misją zbadania wysokich szerokości geograficznych półkuli południowej. W lutym 1831 wyprawa Biscoe odkryła ląd poza barierą lądową, nazwany Ziemią Enderby; przez miesiąc marynarze próbowali sporządzić dokładne mapy, co odbiło się negatywnie na ich stanie zdrowia. W drodze powrotnej do Hobart na Tasmanii dwóch członków załogi zmarło na szkorbut. Następnego lata Biscoe pożeglował w stronę obszaru znanego dziś jako Półwysep Antarktyczny, odkrywając w lutym 1832 dużą Wyspę Adelajdy i mniejsze wyspy na północny zachód od niej, nazwane później Wyspami Biscoe. W imieniu króla Wilhelma IV anektował odkryty ląd, nadając mu nazwę Ziemia Grahama. Wyprawa Biscoe jako trzecia opłynęła kontynent antarktyczny, po wyprawach Cooka i Bellingshausena. Królewskie Towarzystwo Geograficzne w 1833 przyznało mu nagrodę za odkrycia, podobnie uhonorowało go paryskie Société de Géographie.

## Dalsze losy
John Biscoe ożenił się w 1836 roku w Londynie z Emmą Crowe, małżonkowie przenieśli się do Australii. W 1838 Biscoe jeszcze raz wypłynął z Port Jackson na południowe morza, polując na foki, jednak był zmuszony zawrócić. W następnych latach pracował w handlu morskim w koloniach brytyjskich. Sir John Franklin próbował ściągnąć go z powrotem do Anglii, jednak ze względu na zły stan zdrowia Biscoe zmarł na morzu w drodze do Londynu.